# Christian Ludwig von Tieffenbach

Wappen der Familie von Tieffenbach

Christian Ludwig Tieffenbach, ab 1737 von Tieffenbach (* 9. Juni 1719 in Berlin; † 14. August 1776 ebenda) war ein preußischer Kriegs-, Hof- und Kriminalrat sowie hochrangiger Finanzbeamter unter König Friedrich II.

## Laufbahn
Als Sohn des Amts-Kammerrats und späteren Pronotarius des Berliner Kriminalgerichts, Johann Christian Tieffenbach, studierte er von April 1727 bis April 1738 die Rechte in Frankfurt an der Oder und Jena.
Von 1738 bis 1742 war er als Kriminalrat in Berlin tätig und trat am 14. November 1742 auf Wunsch die Nachfolge des Geheimrats von Bock im Kollegium der Oberrechenkammer an. Dafür musste er der Rekrutenkasse 2000 Taler zahlen. Sein Vater, der als Geheimer Hofrat 1717 in die General-Rechenkammer eingetreten war, stand bis zu seinem Tod beim selben Kollegium und wurde am 21. September 1737 von Friedrich Wilhelm I. geadelt. Nach dem Tod des Vaters verlangte Christian Ludwig seine venia aetatis (Jahrgebung zur Volljährigkeit) am 14. Februar 1743.
Am 25. Februar 1764 ernannte ihn König Friedrich II. für den verstorbenen Vorgänger Joachim Friedrich Resen zum Präsidenten der Oberrechenkammer. Zugleich erhielt er den Titel Geheimer Finanzrat und 880 Taler Gehalt. Seinen Posten verlor er allerdings am 30. Mai 1768 an den Günstling des Königs, Johann Rembert Rode, mit dem die Präsidentenstelle der Oberrechenkammer durch den König geteilt wurde. Während Roden die erste Präsidentenstelle erhielt, arbeitete von Tieffenbach bis zu seinem Tod im August 1776 unter ihm als zweiter Präsident.

## Privatleben
Christian Ludwig von Tieffenbach blieb unverheiratet und hat keine Nachkommen hinterlassen.

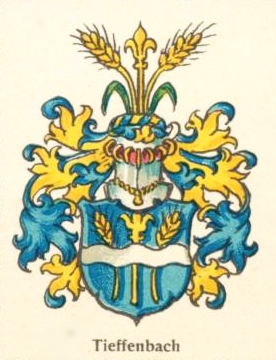
Stammwappen derer Tieffenbach

Seine Mutter Anna Margaretha (Elisabeth) war die Tochter des Berliner Kammergerichtsanwalts Johann Adolf Dreckmeyer, sein Großvater Johann Tiefenbach (1617–1682)
Erster Bürgermeister in Berlin von 1657 bis zum 10. April 1682. Dessen Schwiegervater wiederum war der Berliner Erste Bürgermeister Benedikt Reichardt (1587–1667). Damit war Christian Ludwig Nachfahre einer langen Reihe von alten Berliner Honoratioren. Sein Urgroßvater, Johann Tiefenbach der Ältere, war Bürgermeister von Neuruppin.
Ein Onkel war offenbar der in Berlin gebürtige Jurist Benedikt Reichardt Tiefenbach. Die Tante Magdalena Sabina Tiefenbach war die Gattin des Berliner Ersten Bürgermeisters Caspar Litzmann. Dessen Sohn, Johann Joachim, Christian Ludwigs Vetter, war auch Erster Bürgermeister in Berlin.
Christian Ludwig hatte zwei Schwestern, Johanna Juliana (geb. 1722) und Marie Louise (geb. 1724). Die Familie von Tieffenbach wohnte im Dreckmeyerschen Freihaus in der Klosterstraße.
Tieffenbach war Freimaurer und gehörte der Loge Zu den drei Weltkugeln an. Er war 1752/1753 deren Stuhlmeister, erklärte aber wegen erheblicher Zerwürfnisse in der Loge 1755 seinen Austritt.